# Cupón moldavo
El cupón fue una moneda temporal que circuló en Moldavia entre 1992 y 1993. Sustituyó al rublo soviético a la par, y fue reemplazado por el leu moldavo con una tasa de cambio de 1.000 cupones = 1 leu.

## Billetes
| Denominación  | Color predominante | Imagen del anverso | Imagen del reverso |
| ------------- | ------------------ | ------------------ | ------------------ |
| 50 Cupones    | Verde              |                    |                    |
| 200 Cupones   | Violeta            |                    |                    |
| 1.000 Cupones | Marrón             |                    |                    |
| 5.000 Cupones | Rojo               |                    |                    |